# Chrząstowice (Wadowice)
Pour les articles homonymes, voir Chrząstowice.
Chrząstowice est une localité polonaise de la gmina de Brzeźnica, située dans le powiat de Wadowice en voïvodie de Petite-Pologne.